# Vilosnes-Haraumont
Vilosnes-Haraumont település Franciaországban, Meuse megyében. Lakosainak száma 254 fő (2022. január 1.). Vilosnes-Haraumont Fontaines-Saint-Clair, Bréhéville, Brieulles-sur-Meuse, Dannevoux, Écurey-en-Verdunois, Liny-devant-Dun, Réville-aux-Bois és Sivry-sur-Meuse községekkel határos.

## Népesség
A település népessége az elmúlt években az alábbi módon változott:
| Lakosok száma | 271  | 235  | 231  | 202  | 215  | 217  | 221  | 226  | 235  | 254  |
|               | 1968 | 1982 | 1990 | 2006 | 2013 | 2015 | 2017 | 2019 | 2020 | 2022 |